# Superpato
Superpato (em italiano:  Paperinik) é um super-herói dos quadrinhos Disney, alter-ego de Pato Donald. Donald criou sua identidade super-heróica originalmente como meio de vingar-se secretamente de parentes como Tio Patinhas e Gastão e também do seu vizinho o Silva, mas logo começou a combater outros adversários.

## História

### Versão Original do Superpato
Em 1969, várias crianças reclamavam aos editores da versão italiana dos quadrinhos do Pato Donald (Mondadori) que Donald sempre era o perdedor nas histórias. O roteirista Guido Martina e o desenhista Giovan Battista Carpi responderam dando a Donald um pseudônimo de super-herói chamado "Paperinik." O nome "Paperinik" é uma combinação dos nomes "Diabolik", um vilão fictício popular na época, e "Paperino", o nome italiano de Donald. Na versão francesa, ele chamou-se "Fantomiald", na versão alemã, "Phantomias" --- ambos baseado no mestre do crime Fantomas. Na Dinamarca, suas aventuras foram publicadas principalmente em livros pequenos chamado "Jumbobøger", ou "Livros-Jumbo" (devido às mais de 100 páginas por exemplar, não ao formato das páginas). Ele é conhecido na Dinamarca como "Stålanden", que significa "Pato de aço".
Os criadores apresentaram o Superpato na história de 60 páginas "Paperinik il diabolico vendicatore" ("Superpato, o Diabólico Vingador"), publicada em duas partes nos dias 8 de junho e 15 de junho de 1969.
Na história de estreia, Donald recebe os documentos de propriedade da Vila Rosa, uma mansão abandonada no subúrbio de Patópolis cujo dono tinha desaparecido há décadas. Donald logo descobre que, na verdade, os documentos eram destinados a seu primo Gastão, mas está contente em não corrigir o engano. Visitando a casa com seus sobrinhos, ele descobre o diário e um uniforme abandonado de Fantomius, que era um conhecido assaltante de elite e justiceiro ocasional em fins do século XIX e início do século XX. Donald aprende seus métodos para manter uma identidade secreta agindo como um cavalheiro inofensivo e bastante incompetente durante o dia e, à noite, como um vingador, dando vazão a suas queixas contra a sociedade. Intrigado, Donald decide manter suas descobertas, pois poderiam se mostrar úteis.
Ele logo descobre suas duas maiores causas de aflição: seu avarento tio Patinhas e o arrogante primo sortudo Gastão, que gosta de escarnecer de Donald exibindo seus próprios sucessos sem esforço em comparação com os fracassos constantes de Donald. Decidido a se vingar de ambos, Donald apresenta ao Professor Pardal as anotações do diário que especificavam as armas e os meios de transporte de Fantomius. Em pouco tempo, Pardal equipa Donald com um cinto de utilidades e botas especiais que contêm muitos dispositivos úteis, e também acrescenta dispositivos ao carro de Donald. A primeira missão para "Superpato", como o herói nomeia a si mesmo, é roubar o colchão de seu tio que contém um milhão de dólares em notas pequenas. Ele realiza o crime certificando-se de que Patinhas inale o suficiente de uma droga adormecedora que o mantenha fora de ação por toda a noite. Ele arma a cena para que Gastão leve a culpa.
Patinhas e Gastão, junto com a polícia, conseguem seguir o rastro do ladrão até a Vila Rosa no dia seguinte. Gastão, enquanto tenta limpar seu nome, decide investigar a casa, mas a "vela" que ele usa para luz é de dinamite disfarçada. Ele destrói a Vila Rosa acidentalmente e o dinheiro termina por se espalhar ao redor da área. Patinhas parece convencido que Gastão é responsável, mas decide não prestar queixa se Gastão conseguir recolher o dinheiro. Enquanto isso, Donald se regozija por tudo que passou, e afirma que sua carreira só está começando.
Donald descobre um segundo volume do diário de Fantomius na história de aniversário "Paperinik e il ritorno uma Vila Rosa" ("Superpato e o Retorno à Vila Rosa") de Fabio Michelini e Giovan Battista Carpi. Esta história tem 53 páginas e estreou em duas partes publicadas em 17 de setembro e 24 de setembro de 1996.
A primeira história é considerada um clássico das histórias italianas da Família Pato, e tornou-se popular entre os leitores de seu tempo pela forma como Donald agiu com mais confiança, inteligência e habilidade do que em sua identidade normal. A história também parece dever muitos de seus aspectos a seu roteirista Guido Martina, cujas histórias focalizavam freqüentemente os aspectos mais sinistros e vilanescos das personalidades dos personagens.
Nas primeiras histórias, Superpato não era de fato um super-herói, mas um vingador, reparando injustiças que tinham sido feitas a Donald, às vezes por modos descaradamente ilegais. Mais tarde os autores reduziram este aspecto, e Superpato se transformou em um super-herói, pois entenderam que não era uma boa ideia para o longo prazo transformar Donald em um vilão em tempo integral. Os métodos do personagem não mudaram muito, mas ele começou a enfrentar a população criminosa de Patópolis, em particular os Irmãos Metralha. Esta permanece sua missão principal hoje em dia, embora ele às vezes se depare com adversários de perfil mais alto e saia em missões que exijam viajar para fora de Patópolis.

#### No Brasil
Superpato se tornou rapidamente um personagem popular no Brasil e atraiu o interesse de muitos importantes artistas de quadrinhos brasileiros. O Superpato brasileiro está mais empenhado que o italiano em enfrentar inimigos do espaço ou monstros que fogem do controle de cientistas loucos e sem escrúpulos. Superpato forma um clube de super-heróis de Patópolis (que recebeu mais de um nome nas histórias), inspirado em supergrupos como a Liga da Justiça da DC Comics, geralmente com as participações de Superpata (identidade secreta de Margarida, originalmente desenvolvida como uma antítese feminista do Superpato), Superpateta, SuperGil, Vespa Vermelha, Morcego Vermelho e Borboleta Púrpura (identidade secreta de Glória, namorada de Peninha).

## Nos Estados Unidos
O personagem teve poucas publicações nos Estados Unidos com o nome de Duck Avenger, em 2000, foi publicado na revista Disney Adventures em uma história de duas partes "The Secret Origin of The Duck Avenger", escrita por  Michael Stewart e Steven Murphy e desenhada por  Steven Butler  e arte-finalizada por Jeff Albrecht, Em 2005, a origem do herói é publicada em "Disney Comics - 75 Years of Innovation", no ano seguinte são publicadas na revista Donald Duck Adventures da edtora Gemstone,as histórias Paperinik in crisi (com o título de Crisis)
Em 2010, a editora Boom! Studios publica a mini-série italiana UltraHeroes. No Comixology, plataforma de vendas de quadrinhos digitais, o personagem é comercializado com o nome de Superduck.
Em 2015, a origem do personagem foi publicada pela IDW Publishing com o título The Diabolical Duck Avenger.

### Versões modernas do Superpato

#### PKNA
Nos anos 90 o personagem tinha sido abandonado pela maioria dos autores; suas aventuras se limitavam a enfrentar alguns criminosos ambientais e trapaceiros do gênero. Assim, para impulsionar o personagem, em 1996 foi lançada uma nova série mensal: SPNA - Superpato Novas Aventuras (PKNA - Paperinik New Adventures) A série apresentou um formato novo para os quadrinhos Disney italianos, influenciados pelos quadrinhos de super-heróis da Marvel Comics tanto graficamente quanto no roteiro. A arte era mais moderna e mais "rápida." Muitos jovens artistas da Disney estiveram envolvidos no projeto: Claudio Sciarrone, Alessandro Barbucci, Silvia Ziche e muitos outros. Os melhores roteiristas jovens foram contratados para fazer a série prosperar: Tito Faraci e Francesco Artibani eram os mais conhecidos.
Com o acréscimo de muitos novos personagem tecnológicos (droides, I.A.s, alienígenas, etc.) a séries era planejada para um público-alvo diferente em relação ao do Superpato clássico. As aventuras eram principalmente de ficção científica e, além da história principal, em todas as edições saíam esboços, arquivos especiais, análises e outros elementos. As histórias eram muito mais sombrias que as histórias originais do Superpato, tendo mais ação e alguns mortes ocasionais. A história começa quando Pato Donald encontra um piso secreto no edifício em que trabalha (Torre Patofuts [Ducklair Tower]). Este era o laboratório secreto que E. Duardo Patofuts (Everett Ducklair) mantinha antes de partir para o mosteiro de Dhasam-bul. Patofuts tinha criado uma inteligência artificial chamada Uno. Uno e Donald se tornaram amigos e Uno ajudava o Donald a se tornar Superpato com ajuda de muitos dispositivos de Patofuts, entre eles o Escudo Transformador, a principal arma do Superpato.
As edições de 1 a 10 foram publicadas no Brasil pela Abril Jovem (1998-1999). Como os números 0 e 0-2 não foram publicados, a continuidade já começou prejudicada (a redação pedia aos leitores que escrevessem pedindo esclarecimentos sobre elementos mal explicados). Sem conseguir conquistar nem o público infantil nem o adulto, a série foi cancelada sem grande sucesso.

#### PK2
Depois de uma série de 50 edições regulares e vários especiais, a série foi suspensa, reiniciando com um nome novo: PK2. A série, menos inspirada que a primeira, era uma seqüência desta, mantendo a maioria dos personagem e situações e talvez com mais atenção à continuidade. Esta série durou 18 edições. PK2 girava principalmente em torno do personagem E. Duardo Patofuts, que volta a Patópolis depois de seus anos no mosteiro de Dhasam-bul. Descobre-se que Patofuts teve duas filhas que o menosprezam por algum motivo, o que aparentemente tem a ver com Patofuts ter se livrado da mãe delas.
Então a editora decidiu reiniciar o universo PK inteiro, e nas série atual, chamada simplesmente PK, Superpato nunca existiu e "PK" é apenas um código criado por uns alienígenas (os "Defensores Galácticos") que designam Donald como defensor da Terra. Esta nova versão do Superpato tem pouco a ver com a continuidade que começou em 1969. PK, ainda que tenha alguns fãs, é considerado por muitos como uma traição do espírito do personagem anterior. Muitos destes clamam pelo retorno de PKNA, tida por eles como a melhor das três séries.
Entretanto, o Superpato clássico estrelou outras histórias italianas, e recentemente o personagem tem recebido um tratamento melhor que o dos anos noventa. Atualmente, Superpato voltou de certa forma às origens, e assim a versão clássica do personagem não foi esquecida.
Em 2002 foi lançado para Playstation 2 e Nintendo GameCube um videojogo estrelado por Superpato, intitulado Disney's PK: Out of the Shadows (às vezes chamado Disney's Donald Duck PK, ou simplesmente PK). No jogo, Pato Donald é transportado ao futuro e investido da missão de salvar o mundo dos alienígenas. Ele recebe poderes especiais, e fica sabendo que se tornou um "platyrhynchos kineticus" (pato energizado) ou, abreviadamente, PK. O jogo não foi um sucesso comercial.

## Raízes do personagem
As raízes do Superpato se encontram em personagem literários antigos. Até seis foram apontados como pais do personagem com base nos elementos que tiveram em comum com o Superpato, embora sua criação também pode ser vista como parte do crescimento da popularidade dos vilões literários e anti-heróis na Itália durante os anos sessenta:
Rocambole, criado por Pierre Alexis de Ponson Terrail (1829-1871) como personagem principal de umas série publicada em jornais diários entre 1857 e 1870 e depois concentrada em oito volumes. Rocambole era um aventureiro que começou como mestre do crime e depois se tornou mestre combatente do crime. Em suas duas carreiras, seus métodos incluíam agir por trás das cenas e manipular pessoas e eventos. Tanto como vingador quanto como super-herói, Superpato usaria métodos semelhantes para alcançar suas metas.
Arsène Lupin, criado por Maurice Leblanc (11 de novembro de 1864 - 6 de novembro de 1941) como personagem principal de uma série de vinte e um romances publicada entre 1905 e 1939. Ele é descrito freqüentemente como cavalheiro assaltante e às vezes agia como justiceiro. A descrição das atividades de Fantomius se baseava nele. Embora fosse um vilão procurado pela polícia, Lupin tinha um forte senso de honra e seus alvos normalmente eram pessoas cujas fontes de riqueza eram menos que honestas. Ele administrou sua justiça da forma como ele a via e freqüentemente ajudou a polícia sem que a própria polícia soubesse.
Fantômas, criado por Marcel Allain (15 de setembro de 1885 - 25 de agosto de 1969) e Pierre Souvestre (1874-1914) como o personagem principal de uma série de quarenta e três romances publicada entre 1911 e 1963. O nome "Fantomius" é supostamente derivado deste personagem. Fantômas era um mestre do crime e mestre manipulador com tendências sádicas e homicidas. Embora Superpato tivesse pouco em comum com ele, note-se que os aliados mais íntimos e os piores inimigos de Fantômas estavam de alguma forma vinculados a ele. Este também era o caso com o Superpato no início de sua carreira.
Zorro, criado por Johnston McCulley (2 de fevereiro de 1883 - 23 de novembro de 1958) em 1918. Os métodos de Fantomius de manter uma identidade secreta derivaram do Zorro. Zorro realmente agia como um cavalheiro inofensivo quando não atuava como justiceiro durante a noite. Ele também tinha sua atividade principal na Califórnia. A cidade de Superpato, Patópolis, fica no estado americano fictício de Calisota, situado na área equivalente à Califórnia do norte (de acordo com o roteirista Don Rosa).
Batman, criado por Bob Kane (24 de outubro de 1915 - 3 de novembro de 1998) e Bill Finger (8 de fevereiro de 1914 - fevereiro de 1974) em 1939. O uso por Superpato de dispositivos no uniforme, de um cinto de utilidade e de um carro envenenado parecem derivar deste influente super-herói.
Diabolik, criado pelas irmãs Angela Giussani e Luciana Giussani em 1962. Superpato deve seu nome original a este criminoso italiano que figurava entre os anti-heróis mais populares dos anos 60 na Itália.

## Superpato em outros idiomas
- alemão: Phantomias
- dinamarquês: Stålanden ("Pato de aço")
- espanhol: Patomas (pato + Phantomas)
- finlandês: Taikaviitta ("Capa mágica")
- francês: Fantomiald ("Fantômas" + "Donald")
- grego: Φάντομ Ντακ (Fántom Dak / Phantom Duck)
- húngaro: Fantomkacsa ("Fantomius" + "kacsa (Pato)")
- indonésio: Super Donal
- islandês: Stálöndin ("Pato de aço")
- neerlandês: Atualmente Superdonald, antigamente Fantomerik
- norueguês: Fantonald (inspirado por The Phantom (Fantasma (Lee Falk)))
- polonês: Superkwęk ("Super" + "Quack"; "kwękać" também significa reclamar de alguma coisa)
- sueco: Stål-Kalle ("Kalle de aço", Kalle é o nome de Donald; o nome é baseado em Stålmannen, "Homem de aço", o antigo nome sueco do Superman)
- turco: Maskaldi

## Vídeo Game
Em 2002, a Ubisoft lançou o jogo QChi è PK? para PlayStation 2 e GameCube. Trata-se de um jogo de plataforma cel-shaded 3D.
Por um tempo, no site italiano da Disney trazia o jogo em flash PK Race. 